# Renault Type DQ
Der Renault Type DQ war ein frühes Personenkraftwagenmodell von Renault. Er wurde auch 45 CV genannt.

## Beschreibung
Die nationale Zulassungsbehörde erteilte am 16. Januar 1913 seine Zulassung. Vorgänger war der Renault Type CF. Im gleichen Jahr endete die Produktion. 1914 folgte der Nachfolger Renault Type ET.
Ein wassergekühlter Vierzylindermotor mit 130 mm Bohrung und 160 mm Hub leistete aus 8495 cm³ Hubraum 40 PS. Die Motorleistung wurde über eine Kardanwelle an die Hinterachse geleitet. Die Höchstgeschwindigkeit war je nach Übersetzung mit 68 km/h bis 97 km/h angegeben.
Bei einem Radstand von 374,3 cm und einer Spurweite von 145 cm war das Fahrzeug 503,5 cm lang und 176 cm breit. Der Wendekreis war mit 14 bis 15 Metern angegeben. Das Fahrgestell wog 1350 kg. Zur Wahl standen Doppelphaeton und Torpedo. Das Fahrgestell kostete 18.000 Franc mit normalen Reifen und 18.450 Franc mit abnehmbaren Reifen.
Das Auktionshaus Christie’s versteigerte am 8. Juli 2006 einen offenen Zweisitzer von 1913 für 64.625 Euro. 2022 wurde dasselbe Fahrzeug für 130.180 Pfund Sterling versteigert.